# Стефан (Николов)
Епископ Стефан (в миру Стоян Николов Йовков; 29 ноября 1904, село Желява (ныне городская область София) — 19 августа 1970, Калофер) — епископ Болгарской православной церкви, титулярный епископ Главиницкий.

## Биография

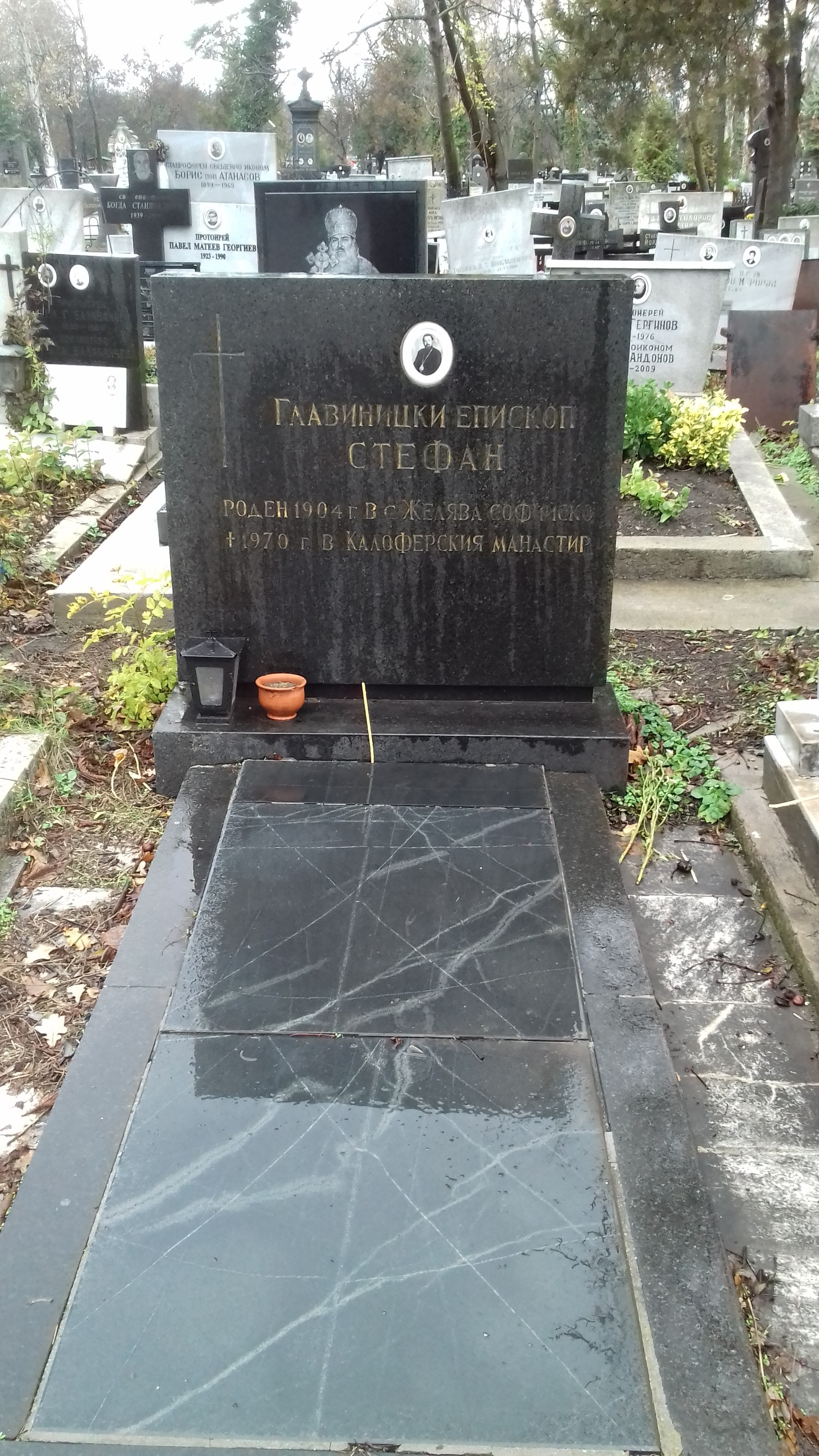
Могила епископа Стефана

Начальное образование получил в родном селе, а прогимназиалное (7 классов) в селе Новоселци.
С осени 1921 года обучался в Софийской духовной семинарии, которую окончил в 1927 году.
Во время 1927/1928 учебного года работал учителем в селе Йорданкино (ныне Елешница, Софийская область).
С сентября 1928 года обучался на богословском факультете Софийского университета Климента Охридского
31 октября 1928 годжа в храме Софийской духовной семинарии святого Иоанна Рыльского был пострижен в монашество с именем Стефан, а на 1 ноября того же года был рукоположен и в сан иеродиакона.
В 1932 году окончил богословский факультет и с 1 сентября того же года служил епархиальным проповедником и инспектор на Православных християнских братств Врачанской епархии.
9 апреля 1933 года был рукоположён в сан иеромонаха.
В начале 1934 года направлен на восемь месяцев в Германию для богословской и языковой специализации.
С конца 1934 до конца 1936 года служил секретарём Врачанской епархии.
С 1 января 1937 до декабря 1938 года служил протосингелом Тырновской епархии.
С 1 января 1939 года назначен протосингелом Софийской епархии.
9 января 1939 года по решению Священного Синода был возведён в сан архимандрита митрополитом Търновским Софронием (Чавдаровым).
15 мая 1941 года освобождён от должности протосингела Софийской епархии и назначен протосингелом Скопско-Велешкой епархии с кафедрой в Скопье, образованной на занятой болгарскими войсками македонских землях в ходе второй мировой войны. Занимал эту должность до конца 1943 года.
В июне 1943 года в Виннице немецкими оккупационными властями была создана «международная комиссия по расследованию злодеяний большевистского режима», в состав которой он вошёл с архимандритом Иосифом (Диковым) и архимандритом Николаем (Кожухаровым). Участвовал в немецкой пропагандистской кампании.
С 1 января 1944 года был главным редактором журнала «Църковен вестник», печатного органа Священного Синода Болгаркой православной церкви.
После прихода к власти коммунистов был арестован. 19 февраля 1945 года в числе других обвиняемых предстал перед «Народным судом». Им вменялось что они «стали орудием германского пропагандистского монтажа» убийства польских офицеров в Катыни и массовых расстрелов на граждан в Виннице. В итоге был приговорён к трём годам лишения свободы, штрафу 100 000 левов и пораженим в правах на пять лет.
1 января 1950 года был назначен за протосингелом Неврокопской епархии; занимал этот пост до 31 декабря 1953 года.
С 1 декабря 1954 года — вновь главный редактор журнала «Църковен вестник».
С 15 декабря 1960 до 15 сентября 1964 года служил настоятелем Болгарского церковного подворья в Москве.
16 сентября 1964 года назначен главным секретарём Священного Синода. Оставался на этой должности до своей смерти.
4 апреля 1965 года в Патриаршем кафедральном соборе святого Александра Невского был хиротонисан во епископа с титулом «Главиницкий».
Скончался 19 августа 1970 года в Калоферском Введенском женском монастыре.